# Ljudska latinščina
Ljudska ali vulgarna latinščina (lat. vulgus - ljudstvo) je bil pogovorni jezik neizobraženega sloja v Italiji in provincah. 
Tako kot vsi jeziki, se je tudi vulgarna latinščina delila na dialekte oziroma se je različno razvijala na raznih delih rimskega imperija. V ljudski latinščini se ni pisalo, zato o njej nimamo niti približno toliko podatkov kot o klasični latinščini. Za večino ljudsko-latinskih oblik nimamo direktnih dokazov, da so sploh obstajale, temveč jih rekonstruiramo na osnovi romanskih jezikov. Govori se od leta 100 do leta 500, v 6. stoletju, pa se že začne diferencirati v posamezne romanske jezike.

## Jezikovne spremembe
V tem jeziku so se razvile nove glasoslovne in oblikoslovne značilnosti, katerih v klasični latinščini ni bilo. V glasoslovju pride do monoftongiziranja dvoglasnikov (ae > e, au > o), izginjanja razlik med dolgimi in kratkimi samoglasniki, v skladnji pa nadomeščanje samostojnih sklonskih dopolnil s predložnimi zvezami.
Posamezne stare latinske besede so bile zamenjane z novimi sestavljankami ali izposojenkami iz grškega, keltskega, germanskega in drugih jezikov. Teh besed, ki so bile prevzete iz drugih jezikov, pa ni toliko, da bi se celotna podoba jezika na njihov račun prav zelo spremenila. Primeri: Namesto latinskega bellum in izpeljank se začnejo uporabljati besede iz germanske osnove *werra 'vojna', odtod npr. it. guerra in stnorm. werre (> angl. war). Namesto loqui se začne uporabljati parabolare iz gr. parabole 'primera, prilika'. Nekatere latinske besede se nadomestijo tudi z drugimi latinskimi: namesto pulcher se uporablja bellus, namesto ire se začne uporabljati vadere oz. ambulare ipd. 
Tako se je ljudska latinščina vedno bolj oddaljevala od klasične, dokler ni prešla v romanske jezike, katere poznamo danes.

## Delitev
Kljub temu, da ni celovitih tekstov, pa obstaja več indirektnih pisnih dokazov o ljudski latinščini, ki jih lahko razdelimo na tri skupine: 

### Pripombe klasičnih piscev
Pripombe rimskih pisateljev o vulgarnih oblikah so zelo redke in skope, ker avtorji niso niti pomislili, da bi jezik neizobraženih ljudi lahko sploh koga zanimal. 
Zgodovinarji so včasih tudi v govorih ljudi iz visokega sloja zabeležili besede ljudske latinščine. Sveti Avguštin je na primer govoril simus namesto sumus, Vespazijan pa je besedo plaustra izgovarjal plostra.

### Napisi
V napisih na kamnitih ploščah se pojavlja veliko vulgarnih oblik, ker so kamnoseki pripadali neizobraženemu sloju. Značilnost teh napisov je, da se glas h, ki se ne izgovarja, ne piše (npr. oc namesto hoc) in da tudi nekateri drugi glasovi izpadajo (npr. meses namesto menses, dece namesto decem). Posebno zanimivi so napisi iz Pompejev, ki so se ohranili pod vulkanskim pepelom. Med njimi so povsem običajna, družinska sporočila, katera so s kredo ali barvo po zidovih pisali mimoidoči.

### Poznolatinski teksti
Tudi poznolatinski in srednjeveški teksti vsebujejo, podobno kot napisi na ploščah, ljudske oblike, ki pa niso zavestno uporabljene ampak zato, ker njihovi avtorji niso znali drugače pisati.

## Appendix Probi
Dragocenejši od vseh slovnic in verjetno najvažnejši dokument o ljudski latinščini je za nas seznam besed, najden v dodatku k neki razpravi slovničarja Probusa, z imenom Appendix Probi . Domneva se, da je nastal v Rimu med 2. in 4. stoletjem. Neznani učitelj ali učenec je v njem zabeležil 257 »jezikovnih napak «, pri tem pa navedel ob vsaki pravilno izgovorjavo, to je obliko posamezne besede v klasični latinščini. V tem delu je bilo razvidno, da se je namesto vinea, auris, stabulum, itd. govorilo vinia, oricla, stablum, itd.